# Paseo del Prado (La Paz)
El Paseo del Prado es una de las avenidas más importantes de La Paz, la sede de gobierno de Bolivia. Forma parte del principal eje vial del centro de la ciudad de la ciudad y se halla flanqueado por la Avenida 16 de julio en sus sentidos de bajada y subida. A inicios del siglo XX fue conocido con el nombre de "Paseo de la Alameda".

## Historia

### sigloXIX
En 1817, Juan Sánchez Lima, gobernador de la ciudad de La Paz, inició planes para construir un paseo que atravesara los límites de la ciudad, la cual apenas se extendía hasta la actual Plaza Venezuela. La nueva avenida pretendía atravesar diagonalmente el valle de Sopocachi, en cual en aquel tiempo estaba rodeado de algunos campos de cultivo, dos molinos y una planicie donde se hacían carreras de caballos. Fueron expropiados los terrenos de ciudadanos ilustres como José de Landavere, Joaquín de la Riva, Luis Monje, Manuel Vergara, Juana de la Sota y Parada, además de los terrenos de 10 indígenas. Todo esto llegó a sumar 19.000 metros cuadrados por los que se llegó a pagar 7565 pesos de la época.
Las obras estuvieron a cargo del ingeniero Francisco de San Cristóbal y en 8 meses se terminó de construir una explanada sobre la cual se plantaron árboles y arbustos traídos desde la casa de campo del gobernador en la zona de Obrajes. 
Fue inaugurado a finales de 1817 para celebrar la boda del rey Fernando VII de España y de la infanta María Isabel de Braganza.
En 1828 el gobernador Luis Monje incluyó un pórtico de piedra que daba al extremo sur de la alameda, para 1855 se trasladó al lugar la fuente de berenguela que estaba originalmente en la plaza principal. 
En 1909 se hicieron varias reformas limitando el número de árboles a la mitad, también se desmontó el pórtico de piedra y la fuente de berenguela dejando a la alameda casi como se la conoce actualmente.    

## Descripción

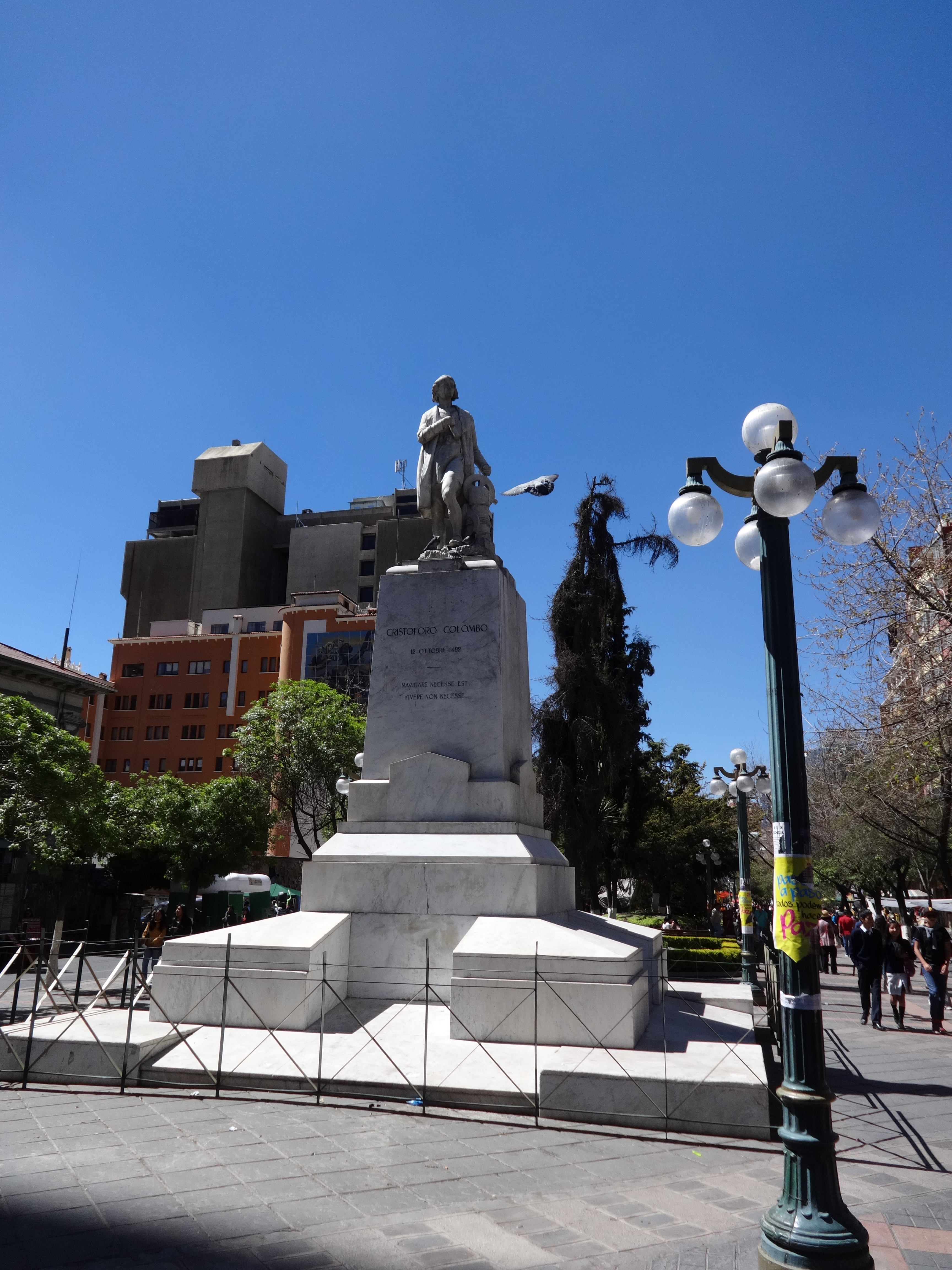
Monumento a Cristóbal Colón.

El extremo sureste del Paseo situado frente a la Plaza del Estudiante ha acogido a través del tiempo a muchos de los monumentos más representativos de la ciudad como el Monolito Bennett traído y posteriormente devuelto al Complejo Arqueológico de Tiwanaku en la zona de Miraflores, la Fuente de Neptuno de tres metros de altura tallada en mármol blanco de Carrara que hoy en día se encuentra en el Montículo Néstor Portocarrero de la zona de Sopocachi, hasta la actual fuente de agua, tallada en piedra y decorada con querubines.

## Monumentos
El paseo acoge también importantes monumentos como el dedicado a Cristóbal Colón ubicado frente al pasaje Cabrera, la alegoría a la madre Patria rodeada de una fuente de agua ubicada frente a la calle Bueno y el Monumento a Simón Bolívar ubicado en la Plaza Venezuela que marca el final del paseo.
Este paseo se ha caracterizado por ser parte de la vida cotidiana de los paceños. Con el paso del tiempo se han levantado a su alrededor las edificaciones más importantes de la ciudad entremezclándose construcciones de estilo republicano y gran variedad de edificios modernos convirtiendo a la zona en un referente del patrimonio arquitectónico de la urbe paceña.

Vista de los edificios sobre el Paseo del Prado.